# 紀元前671年
紀元前671年（きげんぜん671ねん）は、西暦（ローマ暦）による年。紀元前1世紀の共和政ローマ末期以降の古代ローマにおいては、ローマ建国紀元83年として知られていた。紀年法として西暦（キリスト紀元）がヨーロッパで広く普及した中世時代初期以降、この年は紀元前671年と表記されるのが一般的となった。

## 他の紀年法
- 干支 : 庚戌
- 中国
  - 周 - 恵王6年
  - 魯 - 荘公23年
  - 斉 - 桓公15年
  - 晋 - 献公6年
  - 秦 - 宣公5年
  - 楚 - 成王元年
  - 宋 - 桓公11年
  - 衛 - 恵公29年
  - 陳 - 宣公22年
  - 蔡 - 穆侯4年
  - 曹 - 荘公31年
  - 鄭 - 文公2年
  - 燕 - 荘公20年
- 朝鮮
  - 檀紀1663年
- ユダヤ暦 : 3090年 - 3091年

## できごと

### 中国
- 斉の桓公と魯の荘公が穀で会合した。
- 斉の桓公と魯の荘公が扈で会盟した。
- 晋の士蔿が公子たちと謀って、富子を誣告し粛清した。

### オリエント
- 新アッシリア帝国の王エサルハドンがメンフィスを攻略。エジプト王タハルカ（英語版）はテーベに逃亡。

## 死去
- 曹の荘公